# Александру Корня
Александру Корня (рум. Alexandru Cornea; 1956, Москва, РРФСР, СРСР) — румунський дипломат. Надзвичайний і Повноважний Посол Румунії в Україні.

## Біографія
Народився у 1956 році в Москві.
Закінчив Політехнічний інститут в Бухаресті, факультет технологій машинобудування; Володіє англійською, російською та французькою мовами.
З 1981 по 1984 — інженер на підприємстві електричної апаратури, в м. Тіту;
З 1984 по 1990 — інженер-дослідник, Політехнічний інститут, факультет механіки, м. Бухарест;
З 1990 — третій секретар МЗС Румунії;
З 1990 по 1993 — третій, другий секретар Посольства Румунії в РФ;
З 1993 по 1997 — другий, перший секретар МЗС Румунії;
З 1996 — Коледж Стратегічних досліджень та економіки оборони при Європейському Центрі для досліджень в галузі безпеки ім. Джорджа Маршалла;
З 1997 по 1998 — директор Управління сусідніх країн та нових незалежних держав МЗС Румунії;
З 2000 по 2005 — Надзвичайний і Повноважний Посол Румунії в Україні.